# Jonathan Kuminga
Jonathan Malangu Kuminga (Goma, 6 de octubre de 2002) es un jugador de baloncesto congoleño que  pertenece a la plantilla de los Golden State Warriors. Con 2,01 metros de estatura, juega como alero. En 2021 fue elegido número siete del draft de la NBA.

## Inicios
Kuminga comenzó a jugar baloncesto en la República Democrática del Congo a la edad de dos años. En 2016, se mudó a los Estados Unidos para jugar baloncesto en la escuela secundaria.

## Carrera

### Instituto
Como estudiante de primer año, Kuminga jugó baloncesto para Huntington Prep School en Huntington, Virginia Occidental. Para su segunda temporada, se trasladó a Our Savior New American School en Centereach, Nueva York y promedió 25 puntos, 5 rebotes y 5 asistencias por partido. En enero de 2019, Kuminga fue nombrado jugador más valioso de la exhibición de Slam Dunk to the Beach después de anotar 40 puntos, un récord de un solo juego en el evento, en una derrota ante Gonzaga College High School. Después de la temporada, Kuminga promedió 20,8 puntos, 5,2 rebotes y 3,3 asistencias por partido para los NY Rens en la Nike Elite Youth Basketball League, enfrentándose a  jugadores mucho mayores que él. Anotó 43 puntos, disparando 7 de 11 desde un rango de tres puntos, contra los Texas Titans, un equipo que contaba con Cade Cunningham.
Para su temporada júnior, Kuminga se transfirió a The Patrick School en Hillside, Nueva Jersey. Como júnior, promedió 16,2 puntos, 5,5 rebotes y 3,7 asistencias por juego.

### NBA G League
El 15 de julio de 2020, anunció que pasaría por alto el baloncesto universitario para unirse a NBA G League Ignite sobre las ofertas de varios programas universitarios. Al final de su carrera en la escuela secundaria, fue un recluta de cinco estrellas por consenso y el mejor alero en la clase de 2020.
El 10 de febrero de 2021, hizo su debut, anotando 19 puntos, 4 asistencias y 4 rebotes en la victoria 110-104 sobre los Santa Cruz Warriors. Kuminga promedió 15,8 puntos, 7,2 rebotes y 2,7 asistencias por partido.

### NBA

#### Golden State Warriors
Fue elegido en la séptima posición del Draft de la NBA de 2021 por los Golden State Warriors. Esa temporada, el 16 de junio de 2022, se proclama campeón de la NBA por primera vez en su carrera, tras vencer a los Celtics en la Final (4-2), siendo con 19 años y 253 días, el segundo jugador más joven en ganar un anillo, solo por detrás de Darko Miličić.
El 24 de enero de 2024 anotó 25 puntos con un total perfecto de 11 de 11 tiros de campo en una victoria contra los Atlanta Hawks. Esta actuación igualó el récord de la franquicia de los Warriors de Chris Mullin de la mayor cantidad de tiros anotados en un partido sin fallar.

## Estadísticas de su carrera en la NBA
|  | Denota temporada en la que ganó un campeonato de la NBA |

### Temporada regular
| Año     | Equipo       | PJ  | PT | MPP  | %TC  | %3P  | %TL  | RPP | APP | ROB | TPP | PPP  |
| ------- | ------------ | --- | -- | ---- | ---- | ---- | ---- | --- | --- | --- | --- | ---- |
| 2021-22 | Golden State | 70  | 12 | 16.9 | .513 | .336 | .684 | 3.3 | .9  | .4  | .3  | 9.3  |
| 2022-23 | Golden State | 67  | 16 | 20.8 | .525 | .370 | .652 | 3.4 | 1.9 | .6  | .5  | 9.9  |
| 2023-24 | Golden State | 74  | 46 | 26.3 | .529 | .321 | .746 | 4.8 | 2.2 | .7  | .5  | 16.1 |
| 2024-25 | Golden State | 47  | 10 | 24.3 | .454 | .305 | .668 | 4.6 | 2.2 | .8  | .4  | 15.3 |
| Total   | Total        | 258 | 84 | 22.0 | .507 | .332 | .696 | 4.0 | 1.8 | .6  | .4  | 12.5 |

### Playoffs
| Año   | Equipo       | PJ | PT | MPP  | %TC  | %3P  | %TL  | RPP | APP | ROB | TPP | PPP  |
| ----- | ------------ | -- | -- | ---- | ---- | ---- | ---- | --- | --- | --- | --- | ---- |
| 2022  | Golden State | 16 | 3  | 8.6  | .500 | .231 | .769 | 1.7 | .5  | .2  | .1  | 5.2  |
| 2023  | Golden State | 10 | 0  | 6.1  | .542 | .429 | .556 | .9  | .5  | .2  | .0  | 3.4  |
| 2025  | Golden State | 8  | 1  | 23.4 | .484 | .400 | .710 | 2.5 | 1.3 | .5  | .5  | 15.3 |
| Total | Total        | 34 | 4  | 11.4 | .497 | .356 | .712 | 1.6 | .7  | .3  | .2  | 7.0  |